# Score de Chung
Le score de Chung est une notation utilisée en hospitalisation ambulatoire pour déterminer si la sortie d'un patient est autorisée (« aptitude à la rue »). La version de ce score la plus courante en chirurgie ambulatoire est le modified Post Anaesthetic Discharge Scoring System (modified PADSS, ou « Système de notation de la sortie d'anesthésie modifié ») dit « score de Chung modifié », dans lequel les critères d'alimentation et de miction ont été retirés par rapport à la version non-modifiée,.

## Compositions des scores[1]

### Score de Chung
Cinq critères sont utilisés : 
- variation des constantes vitales avant/après l'opération : température, pouls, respiration ;
- déambulation ;
- douleurs, nausées, vomissements ;
- saignement chirurgical ;
- boisson et miction.

Chaque critère est noté entre 0 et 2.

### Score de Chung modifié
- variation des constantes vitales avant/après l'opération : température, pouls, respiration ;
- déambulation ;
- nausées et/ou vomissements ;
- douleurs ;
- saignement chirurgical.

Chaque critère est noté entre 0 et 2.

## Aptitude à la rue
Avec le score de Chung modifié, la sortie du patient est généralement possible pour une note de 9 ou 10.